# 安佐南警察署
安佐南警察署（あさみなみけいさつしょ）は、広島県警察が管轄する警察署の一つである。

## 所在地
- 広島県広島市安佐南区西原九丁目3番20号

## 管轄区域
- 広島市安佐南区

## 沿革
- 1886年11月 可部警察署祇園分署として設置される。
- 1921年12月 祇園警察署に昇格。
- 1943年4月 可部警察署祇園派出所に降格。
- 1948年1月 安佐地区警察署に昇格。
- 1954年7月 可部警察署祇園派出所に降格。
- 1981年4月 可部警察署から広島市安佐南区を移管し、広島県広島北警察署として再昇格。
- 2007年4月1日 広島県安佐南警察署に改称。

## 交番
（）の中は所在地。
- 祇園交番（広島市安佐南区祇園二丁目）
  - 広島市安佐南区のうち祇園一丁目 - 八丁目、祇園町南下安、西原一丁目 - 九丁目、東原一丁目 - 三丁目
- 山本交番（広島市安佐南区山本一丁目）
  - 広島市安佐南区のうち祇園町長束、祇園町西山本、祇園町東山本、長束一丁目 - 六丁目、長束西一丁目 - 五丁目、山本一丁目 - 九丁目、山本新町、山本町
- 古市交番（広島市安佐南区古市二丁目）
  - 広島市安佐南区のうち大町、大町西一丁目 - 三丁目、大町東一丁目 - 四丁目、中須一丁目・二丁目、毘沙門台一丁目 - 四丁目、毘沙門台東一丁目・二丁目、古市一丁目 - 四丁目
- 安交番（広島市安佐南区高取北三丁目）
  - 広島市安佐南区のうち相田一丁目 - 七丁目、上安一丁目 - 七丁目、上安町、高取北一丁目 - 四丁目、高取南一丁目 - 三丁目、高取南町、長楽寺一丁目 - 三丁目、長楽寺町、安東一丁目 - 七丁目
- 伴交番（広島市安佐南区沼田町伴）
  - 広島市安佐南区のうち大塚西三丁目 - 七丁目、大塚東一丁目・三丁目、伴北七丁目、伴西一丁目 - 三丁目、伴東一丁目・六丁目・八丁目、伴南一丁目 - 五丁目、沼田町大塚、沼田町伴
- 佐東交番（広島市安佐南区緑井六丁目）
  - 広島市安佐南区のうち緑井一丁目 - 八丁目、八木一丁目 - 九丁目、八木町
- 川内交番（広島市安佐南区川内一丁目）
  - 広島市安佐南区のうち川内一丁目 - 六丁目、中筋一丁目 - 四丁目、東野一丁目 - 三丁目

## 警察官駐在所
（）の中は所在地。
- 戸山警察官駐在所（広島市安佐南区沼田町阿戸）
  - 広島市安佐南区のうち沼田町阿戸、沼田町吉山

## 主な事件
- 広島タクシー運転手連続殺人事件 - 1996年（平成8年）5月6日に本署管内で1人目の被害者の遺体が発見された。その後同事件は未解決のままさらに3件の殺人が起き、廿日市警察署に捜査本部が設置された。